# Stanisław Janikowski
Stanisław Leopold Janikowski (ur. 17 lutego 1891 w Piotrkowie Trybunalskim, zm. 23 września 1965 w Warszawie) – polski dyplomata, etruskolog, polityk, poseł na Sejm Litwy Środkowej.

## Życiorys
Syn Leopolda Janikowskiego – etnografa i podróżnika. W latach 1909–1914 studiował na Wydziale Filologicznym Uniwersytetu Jagiellońskiego, absolutorium otrzymał w 1917. Członek Polskich Drużyn Strzeleckich i Sokoła w Krakowie. Sekretarz i członek prezydium Komisji Skonfederowanych Stronnictw Niepodległościowych (KSSN). Członek „Zetu” (tzw. „starszy brat” w Warszawie), jeden z twórców „Wolnej Szkoły Wojskowej” w Warszawie, która w 1915 weszła w skład Polskiej Organizacji Wojskowej (POW). Członek Centralnego Komitetu Narodowego w Warszawie (XI 1916 – II 1917).  Z ramienia CKN był członkiem powstałej w 1919 Rady Narodowej. Od 10 lutego 1917 referent prasowy Tymczasowej Rady Stanu, od 1 lipca 1918 pracował w biurze prasowym departamentu stanu w rządzie Królestwa Polskiego (regencyjnego). Był członkiem Konwentu Polonia.
Należał do aktywnych członków powołanego w lutym 1918 Towarzystwa Straży Kresowej. W czerwcu 1918 opuścił oficjalnie szeregi „Zetu”, a w listopadzie 1918 należał do założycieli zakonspirowanego ugrupowania o nazwie „Związek Patriotyczny”, w którym pełnił funkcję członka Komitetu Centralnego.
15 listopada 1918 wstąpił do służby dyplomatycznej II Rzeczypospolitej, do 1 września 1922 pracował w Departamencie Polityczno-Ekonomicznym MSZ. W latach 1922–1924, korzystając z urlopu bezpłatnego był kierownikiem oddziału Polskiej Agencji Telegraficznej (PAT) w Wilnie. W okresie tym angażował się w działalność polityczną w tzw. Litwie Środkowej prowadzoną z inicjatywy Towarzystwa Straży Kresowej. Należał do władz powstałego w 1921 ugrupowania Związek Rad Ludowych Ziem Wschodnich Rzeczypospolitej, które startowało w wyborach do Sejmu Litwy Środkowej. Z ramienia tej partii został w styczniu 1922 posłem na Sejm Litwy Środkowej, a w czerwcu tegoż roku jej przewodniczącym.
Po powrocie do MSZ 14 października 1924 mianowany zastępcą, a następnie 17 grudnia 1925 naczelnikiem Wydziału Wschodniego. 1 marca 1927 skierowany do ambasady RP przy Stolicy Apostolskiej jako radca ambasady. Po śmierci ambasadora Władysława Skrzyńskiego kierował placówką od 27 grudnia 1937 do 24 lipca 1939 jako chargé d’affaires ad interim. Od 1 lutego 1945 do 5 lipca 1945 chargé d’affaires RP we Włoszech (do wycofania uznania rządowi RP na uchodźstwie). Od 18 stycznia 1954 do 7 maja 1954 kierownik MSZ w gabinecie Jerzego Hryniewskiego (rząd RP na uchodźstwie), był członkiem Ligi Niepodległości Polski. Latem 1965 przyjechał do Polski, gdzie we wrześniu tego roku zmarł. 
Został pochowany na cmentarzu Powązkowskim w Warszawie (kwatera 36-6-29,30).
W 2022 roku Fundacja ,,Stare Powązki" w ramach projektu odrestaurowywania grobów ministrów II RP, odnowiła grób Janikowskiego.

## Życie prywatne
Stanisław Janikowski był mężem Hanny Marii Prewysz-Kwinto (1898–1981), z którą miał córkę Hannę Marię (1926–1995) - żonę byłego premiera RP na uchodźstwie Edwarda Szczepanika, oraz  synów: Stanisława (ur. 1927) i Wojciecha (ur. 1935).

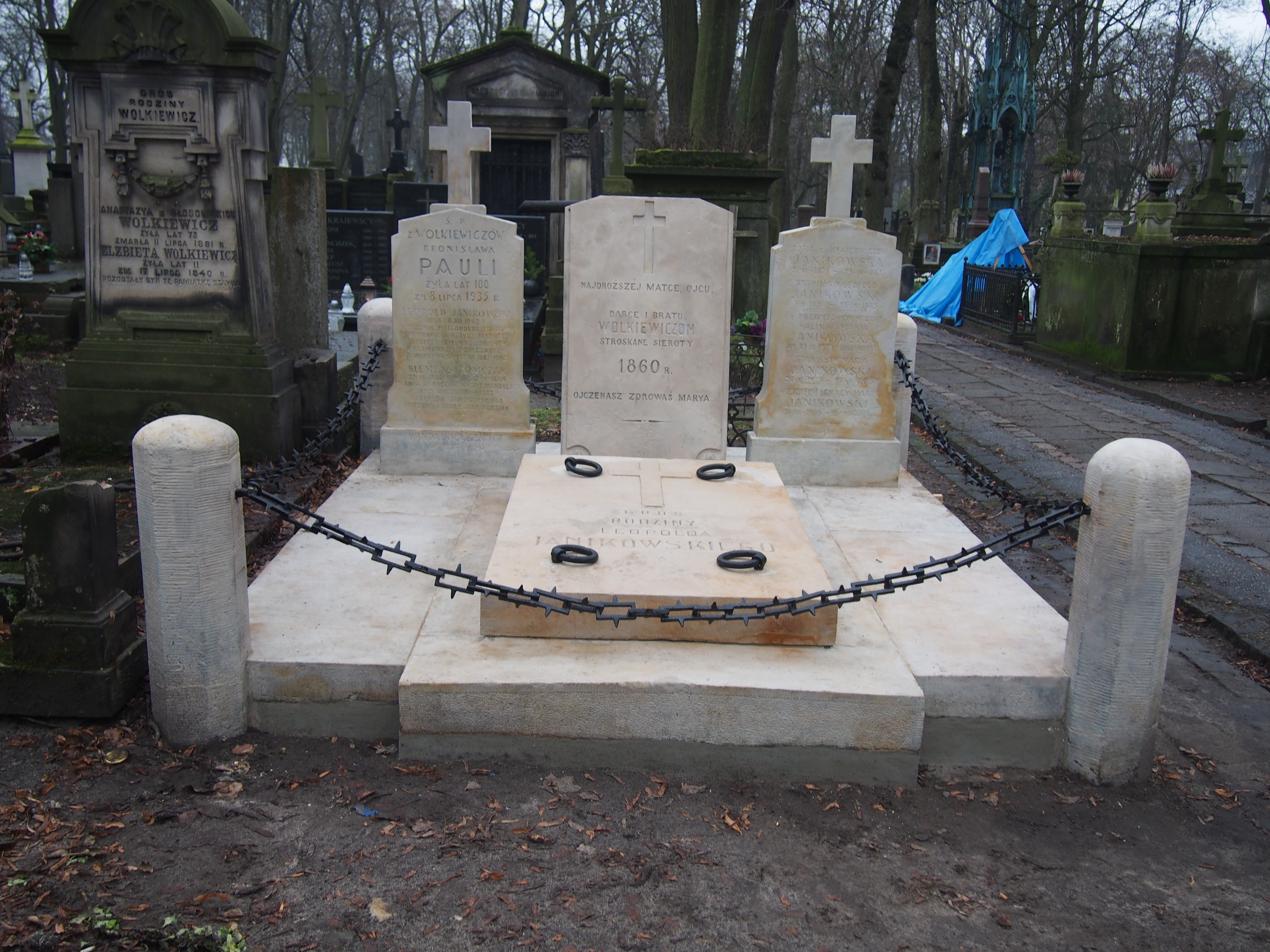
Grób Stanisława Janikowskiego na cmentarzu Powązkowskim (2022)

## Ordery i odznaczenia
- Krzyż Niepodległości (12 marca 1931)[6][7]
- Krzyż Oficerski Orderu Odrodzenia Polski (7 listopada 1925)[7]
- Złoty Krzyż Zasługi (11 listopada 1937)[8][9]
- Wielki Oficer Orderu Korony Rumunii (Rumunia)[7]
- Wielki Oficer Orderu św. Sawy (Jugosławia)[7]
- Komandor Orderu Lwa Białego (Czechosłowacja)[7]
- Krzyż Zasługi Odznaki Honorowej za Zasługi (Austria)[7]

## Wybrane publikacje
- Miscellanea Copernicana. Przyczynki do biografii, red. Mirosław J. Kucharski, Toruń: Towarzystwo Przyjaciół Archiwum Emigracji – Oficyna Wydawnicza Kucharski 2011.